# Skaftjodskinn
Skaftjodskinn (Amylocorticium pedunculatum) är en svampart som beskrevs av Hjortstam 1984. Skaftjodskinn ingår i släktet Amylocorticium och familjen Amylocorticiaceae.  Arten är reproducerande i Sverige. Inga underarter finns listade i Catalogue of Life.